# Africa Presse
AfricaPresse.com est un quotidien camerounais d'informations et d'actualités publié exclusivement sur Internet, et faisant appel à de nombreuses collaborations et sources externes. 
La quasi-totalité du contenu du journal y est accessible gratuitement tous les jours. D'autres sources sont aussi mises à disposition du lecteur, comme le blogue.
Africa Presse couvre un large éventail de domaines : actualité, politique, économie, sport, culture, éducation, insolites, médias, sciences, technologie, santé, religion, faits divers, société, etc. 
En 2010, le journal en ligne est complètement refondu pour offrir aux internautes un site web interactif offrant un accès via le téléphone mobile.

## Historique
C’est le 1er février 2007 que Désiré Kammogné, jeune étudiant, lance le magazine en ligne CamerounPlus.com. Un an plus tard, le magazine change de nom pour prendre son titre actuel, Africa Presse.
L’année 2010 marque le lancement hors-catégories d’Africa Presse, à savoir les rubriques insolites, cuisine, nécrologie et célébrité. Cette nouvelle impulsion est reconnaissable notamment au changement de look du journal. Depuis, la rubrique culture & médias a, elle aussi, connu des évolutions avec l’ajout de deux volets beauté et bien être au magazine Africa Presse. Ces volets en constante expansion traite de la culture africaine (danse, théâtre, cinéma, musique et littérature), de personnalités de la diaspora et d'actualités culturelles au Canada, aux États-Unis en France ou ailleurs touchant l'Afrique.
En 2012, le journal se met au numérique en lançant sa première application Android permettant aux usagers de suivre l’actualité en temps réel sur leur téléphone mobile et leur tablette.

## Structure
Directeur exécutif de la rédaction : Désiré Kammogné.
Directrice de la rédaction : Maguia Carine